# سیارک ۱۰۷۶۸
سیارک ۱۰۷۶۸ (به انگلیسی: 10768 Sarutahiko، نامگذاری:1990UZ1) ده هزار و هفتصد و شصت و هشتمین سیارک کشف شده‌است که در ۲۱ اکتبر ۱۹۹۰ کشف شد.
قدر مطلق سیارک برابر ۱۴٫۹۰ است.